# Epione marginaria
Epione marginaria là một loài bướm đêm trong họ Geometridae.